# Романько Олег Валентинович
Оле́г Валенти́нович Романько́ (20 березня 1976, Євпаторія, Крим) — російський публіцист. Пише на теми, пов'язані з проблемою колабораціонізму в роки Другої світової війни, військово-політичної історії нацистської Німеччини та з міжнаціональних відносин у XX сторіччі. Доктор історичних наук, доцент.
Член редакційних рад військово-історичних журналів «Military-Крым» (Сімферополь), «Наука. Общество. Оборона» (Москва) та «Военно-исторический архив» (Москва). Оглядач інформаційного агентства Півдня Росії «Наша держава».

## Біографія
У 1988 році з відзнакою закінчив історичний факультет Сімферопольського державного університету ім. М. В. Фрунзе (кафедра російської історії).
У 2001 році закінчив очну аспірантуру при кафедрі нової та новітньої історії Таврійського національного університету ім. В. І. Вернадського.
У 2002 році захистив кандидатську дисертацію в Харківському національному університеті ім. В. Н. Каразіна на тему «Мусульманські формування в німецьких збройних силах (1941—1945)».
Із 2002 року — викладач (з 2006 — доцент) кафедри українознавства Кримського державного медичного університету ім. С. І. Георгієвського.
У 2010 році захистив докторську дисертацію в Харківському національному університеті ім. В. Н. Каразіна на тему «Білоруський військовий колабораціонізм у період Другої світової війни (1941—1945)».
Із 2010 року — доцент, завідувач кафедри філософії та соціальних наук Кримського державного медичного університету ім. С. І. Георгієвського.
Проходив стажування у вищих навчальних закладах та науково-дослідних інститутах Німеччини (2004, 2007, 2010, 2013), Нідерландів (2008), Польщі (2009 2011) та Росії (2007).
Автор 12 монографій та понад 100 статей з питань військово-політичної історії Другої світової війни, опублікованих російською, українською та англійською мовами.
Нині проживає в окупованому Росією Сімферополі.

## Сфера інтересів
- Військово-політична історія Другої світової війни;
- Історія нацизму і політична історія нацистської Німеччини;
- Проблеми військового і політичного колабораціонізму в роки Другої світової війни;
- Зовнішня, національна та окупаційна політика Німеччини в роки Другої світової війни;
- Партизанський рух у роки Другої світової війни;

## Монографії та брошури
1. Романько О. В. Мусульманские легионы третьего рейха. Мусульманские добровольческие формирования в германских вооруженных силах (1939—1945). — Симферополь: Таврия-Плюс, 2000. — 92 с.
2. Romanko, Oleg V., Munoz, Antonio J., Bamber, Martin J. The East Came West: Muslim, Hindu, and Buddhist Volunteers in the German Armed Forces, 1941—1945. — New York: Axis Europa, 2002. — 332 p.
3. Romanko, Oleg V., Munoz, Antonio J. Hitler's White Russians: Collaboration, Extermination and Anti-Partisan Warfare in Byelorussia, 1941—1944. — New York: Europa Books, 2003. — 512 p.
4. Романько О. В. Мусульманские легионы во Второй мировой войне. — М.: АСТ, 2004. — 320 с.[4]